# Arthur und die Minimoys 3 – Die große Entscheidung
Arthur und die Minimoys 3 – Die große Entscheidung (Originaltitel: Arthur et la Guerre des deux mondes) ist ein französischer Spielfilm von Luc Besson aus dem Jahr 2010. Die Fortsetzung von Arthur und die Minimoys und Arthur und die Minimoys 2 – Die Rückkehr des bösen M. ist eine Mischung aus Realfilm und Computeranimation.

## Handlung
Nachdem der zweite Film damit endete, dass Maltazard – der böse M – aus der Welt der Minimoys in Arthurs Welt gelangt ist, beginnt der dritte Film mit den größenwahnsinnigen Plänen des nun in Menschengröße umherwandelnden bösen M. Er will mit Hilfe seiner neu aufgestellten Armee aus riesigen Insekten erst die Erde und dann das ganze Universum erobern.
Arthur weilt unterdessen noch in der Welt der Minimoys unter dem Haus und dem Garten seines Großvaters Archibald, zusammen mit seiner großen Liebe Prinzessin Selenia und ihrem Bruder Beta. Da das Fernrohr, Arthurs Weg aus der Welt der Minimoys, zerstört ist, muss er nun einen anderen Weg zurück in seine Welt finden. Dieser Weg findet sich in einem geheimnisvollen Elixier seiner Großmutter, das irgendwo im Haus versteckt ist. Arthur macht sich mit Hilfe der Prinzessin Selenia und Beta auf eine lange Suche.

## Hintergrund
Wie bereits in den beiden vorhergehenden Filmen spielt die Handlung zum Teil im US-amerikanischen Connecticut der 1960er Jahre sowie in der unterirdischen Welt der Minimoys. Nach der Premiere am 13. Oktober 2010 in Paris erschien der Film in Deutschland am 15. April 2011 direkt auf DVD.

## Synchronisation
| Rolle                | Französischer Sprecher | Englischer Sprecher | Deutscher Sprecher       |
| -------------------- | ---------------------- | ------------------- | ------------------------ |
| Arthur               | Yann Loubatière        | Freddie Highmore    | Dirk Petrick             |
| Prinzessin Selenia   | Mylène Farmer          | Selena Gomez        | Antje von der Ahe        |
| Archibald            | Michel Duchaussoy      | Ron Crawford        | Mogens von Gadow         |
| Darkos               | Marc Lavoine           | Iggy Pop            | Engelbert von Nordhausen |
| Großmutter           | Frédérique Tirmont     | Mia Farrow          | Dagmar Heller            |
| Maltazard            | Gérard Darmon          | Lou Reed            | Bernd Rumpf              |
| Armand               |                        | Robert Stanton      | Uwe Büschken             |
| Rose                 |                        | Penny Balfour       | Ghadah Al-Akel           |
| Automechaniker       |                        | David Gasman        | Gerald Paradies          |
| Captain Bellerive    |                        | Stephen Shagov      | Erich Räuker             |
| Dr. Stitch           |                        | Steve Routman       | Hans-Jürgen Dittberner   |
| George Lucas         |                        | Cooper Daniels      | Rainer Fritzsche         |
| Häuptling Matassalai |                        | Jean Bejote Njamba  | Oliver Stritzel          |
| Simon                |                        | Dashiell Eaves      | Kim Hasper               |
| Prinz Betameche      | Cartman                | Jimmy Fallon        | Sven Hasper              |

## Kritik
Das Lexikon des internationalen Films befand, dass der dritte Teil „[z]war wirkungsvoller als der zweite Teil“ sei, jedoch „die Mischung aus Real- und Zeichentrickfilm dennoch nur belanglose Unterhaltung mit Spezialeffekten“ biete.